# Фінал чотирьох Ліги націй УЄФА 2019 (склади)
Чотири національні збірні, які беруть участь у турнірі, повинні зареєструвати заявку з 23 гравців, включаючи трьох воротарів, до 26 травня 2019, за 10 днів до початку відкриття турніру. У випадку, якщо гравець, що входить до списку команди, зазнає травми або хвороби перед першим матчем своєї команди турніру, цей гравець може бути замінений, за умови, що лікар команди і лікар з Медичного комітету УЄФА підтверджують, що травма або хвороба досить серйозна, щоб завадити участі гравця в турнірі.
Позиція, вказана для кожного гравця за офіційними списками команд, опублікованими УЄФА. Вік, вказаний для кожного гравця, на 5 червня 2019 року, перший день турніру. Кількість матчів і голів, вказані для кожного гравця, не включають жодних матчів після початку турніру. У колонці клубу вказано клуб, в якому гравець грав перед початком турніру. Громадянство кожного клубу відображає національну асоціацію (а не лігу), до якої належить клуб.

## Англія
Головний тренер: Гарет Саутгейт
Попередня заявка з 27 гравців була оголошена 16 травня 2019 року. Фінальний склад було оголошено 27 травня.
| №  | Поз. | Гравець                  | Дата народження (вік)            | Ігри | Голи | Клуб                |
| -- | ---- | ------------------------ | -------------------------------- | ---- | ---- | ------------------- |
| 1  | ВР   | Джордан Пікфорд          | 7 березня 1994 (вік 25 років)    | 17   | 0    | Евертон             |
| 2  | ЗХ   | Кайл Вокер               | 28 травня 1990 (вік 29 років)    | 46   | 0    | Манчестер Сіті      |
| 3  | ЗХ   | Денні Роуз               | 2 липня 1990 (вік 28 років)      | 26   | 0    | Тоттенгем Готспур   |
| 4  | ПЗ   | Ерік Даєр                | 15 січня 1994 (вік 25 років)     | 39   | 3    | Тоттенгем Готспур   |
| 5  | ЗХ   | Джон Стоунз              | 28 травня 1994 (вік 25 років)    | 37   | 2    | Манчестер Сіті      |
| 6  | ЗХ   | Гаррі Магвайр            | 5 березня 1993 (вік 26 років)    | 18   | 1    | Лестер Сіті         |
| 7  | ПЗ   | Джессі Лінгард           | 15 грудня 1992 (вік 26 років)    | 22   | 4    | Манчестер Юнайтед   |
| 8  | ПЗ   | Джордан Гендерсон        | 17 червня 1990 (вік 28 років)    | 50   | 0    | Ліверпуль           |
| 9  | НП   | Гаррі Кейн ()            | 28 липня 1993 (вік 25 років)     | 37   | 22   | Тоттенгем Готспур   |
| 10 | НП   | Рахім Стерлінг           | 8 грудня 1994 (вік 24 роки)      | 49   | 8    | Манчестер Сіті      |
| 11 | НП   | Джейдон Санчо            | 25 березня 2000 (вік 19 років)   | 4    | 0    | Боруссія (Дортмунд) |
| 12 | ЗХ   | Джо Гомес                | 23 травня 1997 (вік 22 роки)     | 6    | 0    | Ліверпуль           |
| 13 | ВР   | Джек Батленд             | 10 березня 1993 (вік 26 років)   | 9    | 0    | Сток Сіті           |
| 14 | ЗХ   | Бен Чілвелл              | 21 грудня 1996 (вік 22 роки)     | 6    | 0    | Лестер Сіті         |
| 15 | ЗХ   | Майкл Кін                | 11 січня 1993 (вік 26 років)     | 7    | 1    | Евертон             |
| 16 | ПЗ   | Деклан Райс              | 14 січня 1999 (вік 20 років)     | 2    | 0    | Вест Гем Юнайтед    |
| 17 | ПЗ   | Фабіан Делф              | 21 листопада 1989 (вік 29 років) | 18   | 0    | Манчестер Сіті      |
| 18 | ПЗ   | Росс Барклі              | 5 грудня 1993 (вік 25 років)     | 27   | 4    | Челсі               |
| 19 | НП   | Маркус Рашфорд           | 31 жовтня 1997 (вік 21 рік)      | 31   | 6    | Манчестер Юнайтед   |
| 20 | ПЗ   | Деле Аллі                | 11 квітня 1996 (вік 23 роки)     | 35   | 3    | Тоттенгем Готспур   |
| 21 | НП   | Каллум Вілсон            | 27 лютого 1992 (вік 27 років)    | 2    | 1    | Борнмут             |
| 22 | ЗХ   | Трент Александер-Арнольд | 7 жовтня 1998 (вік 20 років)     | 5    | 1    | Ліверпуль           |
| 23 | ВР   | Том Гітон                | 15 квітня 1986 (вік 33 роки)     | 3    | 0    | Бернлі              |

## Нідерланди
Головний тренер: Роналд Куман
Попередня заявка з 28 гравців була оголошена 10 травня 2019 року. Кенні Тете був виключений зі складу через травму і замінений на Ганса Хатебура. Фінальний склад було оголошено 27 травня.
| №  | Поз. | Гравець              | Дата народження (вік)            | Ігри | Голи | Клуб                     |
| -- | ---- | -------------------- | -------------------------------- | ---- | ---- | ------------------------ |
| 1  | ВР   | Яспер Сіллессен      | 22 квітня 1989 (вік 30 років)    | 48   | 0    | Барселона                |
| 2  | ЗХ   | Ганс Гатебур         | 9 січня 1994 (вік 25 років)      | 4    | 0    | Аталанта                 |
| 3  | ЗХ   | Маттейс де Лігт      | 12 серпня 1999 (вік 19 років)    | 15   | 1    | Аякс (Амстердам)         |
| 4  | ЗХ   | Вірджил ван Дейк ()  | 8 липня 1991 (вік 27 років)      | 26   | 4    | Ліверпуль                |
| 5  | ЗХ   | Натан Аке            | 18 лютого 1995 (вік 24 роки)     | 10   | 1    | Борнмут                  |
| 6  | ПЗ   | Даві Преппер         | 2 вересня 1991 (вік 27 років)    | 14   | 3    | Брайтон енд Гоув Альбіон |
| 7  | НП   | Стевен Бергвейн      | 8 жовтня 1997 (вік 21 рік)       | 5    | 0    | ПСВ                      |
| 8  | ПЗ   | Джорджиньо Вейналдум | 11 листопада 1990 (вік 28 років) | 55   | 11   | Ліверпуль                |
| 9  | НП   | Раян Бабел           | 19 грудня 1986 (вік 32 роки)     | 56   | 8    | Фулгем                   |
| 10 | НП   | Мемфіс Депай         | 13 лютого 1994 (вік 25 років)    | 46   | 16   | Ліон                     |
| 11 | НП   | Квінсі Промес        | 4 січня 1992 (вік 27 років)      | 36   | 6    | Севілья                  |
| 12 | ЗХ   | Патрік ван Анголт    | 29 серпня 1990 (вік 28 років)    | 9    | 0    | Крістал Пелес            |
| 13 | ВР   | Кеннет Вермер        | 10 січня 1986 (вік 33 роки)      | 5    | 0    | Феєнорд                  |
| 14 | ЗХ   | Стефан де Врей       | 5 лютого 1992 (вік 27 років)     | 37   | 3    | Інтернаціонале           |
| 15 | ПЗ   | Мартен де Рон        | 29 березня 1991 (вік 28 років)   | 10   | 0    | Аталанта                 |
| 16 | ПЗ   | Кевін Стротман       | 13 лютого 1990 (вік 29 років)    | 43   | 3    | Марсель                  |
| 17 | ЗХ   | Дейлі Блінд          | 9 березня 1990 (вік 29 років)    | 62   | 2    | Ajax                     |
| 18 | ПЗ   | Тонні Вілена         | 3 січня 1995 (вік 24 роки)       | 15   | 0    | Феєнорд                  |
| 19 | НП   | Люк де Йонг          | 27 серпня 1990 (вік 28 років)    | 16   | 4    | ПСВ                      |
| 20 | ПЗ   | Донні ван де Бек     | 18 квітня 1997 (вік 22 роки)     | 5    | 0    | Аякс (Амстердам)         |
| 21 | ПЗ   | Френкі де Йонг       | 12 травня 1997 (вік 22 роки)     | 7    | 0    | Аякс (Амстердам)         |
| 22 | ЗХ   | Дензел Дюмфріс       | 18 квітня 1996 (вік 23 роки)     | 5    | 0    | ПСВ                      |
| 23 | ВР   | Марко Бізот          | 10 березня 1991 (вік 28 років)   | 0    | 0    | АЗ                       |

## Португалія
Головний тренер: Фернанду Сантуш
Фінальний склад було оголошено 23 травня 2019 року.
| №  | Поз. | Гравець               | Дата народження (вік)            | Ігри | Голи | Клуб                    |
| -- | ---- | --------------------- | -------------------------------- | ---- | ---- | ----------------------- |
| 1  | ВР   | Руй Патрісіу          | 15 лютого 1988 (вік 31 рік)      | 79   | 0    | Вулвергемптон Вондерерз |
| 2  | ЗХ   | Жуан Канселу          | 27 травня 1994 (вік 25 років)    | 14   | 3    | Ювентус                 |
| 3  | ЗХ   | Пепе                  | 26 лютого 1983 (вік 36 років)    | 105  | 7    | Порту                   |
| 4  | ЗХ   | Рубен Діаш            | 14 травня 1997 (вік 22 роки)     | 9    | 0    | Бенфіка (Лісабон)       |
| 5  | ЗХ   | Рафаел Геррейру       | 22 грудня 1993 (вік 25 років)    | 32   | 2    | Боруссія (Дортмунд)     |
| 6  | ЗХ   | Жозе Фонте            | 22 грудня 1983 (вік 35 років)    | 36   | 0    | Лілль                   |
| 7  | НП   | Кріштіану Роналду ()  | 5 лютого 1985 (вік 34 роки)      | 156  | 85   | Ювентус                 |
| 8  | ПЗ   | Жуан Моутінью         | 8 вересня 1986 (вік 32 роки)     | 114  | 7    | Вулвергемптон Вондерерз |
| 9  | НП   | Дієго Соуза           | 14 вересня 1989 (вік 29 років)   | 2    | 0    | Брага                   |
| 10 | НП   | Бернарду Сілва        | 10 серпня 1994 (вік 24 роки)     | 35   | 3    | Манчестер Сіті          |
| 11 | НП   | Діогу Жота            | 4 грудня 1996 (вік 22 роки)      | 0    | 0    | Вулвергемптон Вондерерз |
| 12 | ВР   | Жозе Са               | 17 січня 1993 (вік 26 років)     | 0    | 0    | Олімпіакос              |
| 13 | ПЗ   | Данілу Перейра        | 9 вересня 1991 (вік 27 років)    | 32   | 2    | Порту                   |
| 14 | ПЗ   | Вільям Карвалью       | 7 квітня 1992 (вік 27 років)     | 55   | 2    | Реал Бетіс              |
| 15 | НП   | Рафаел Феррейра Сілва | 17 травня 1993 (вік 26 років)    | 15   | 0    | Бенфіка (Лісабон)       |
| 16 | ПЗ   | Бруну Фернандіш       | 8 вересня 1994 (вік 24 роки)     | 11   | 1    | Спортінг (Лісабон)      |
| 17 | НП   | Гонсалу Гуедеш        | 29 листопада 1996 (вік 22 роки)  | 15   | 3    | Валенсія                |
| 18 | ПЗ   | Рубен Невіш           | 13 березня 1997 (вік 22 роки)    | 10   | 0    | Вулвергемптон Вондерерз |
| 19 | ЗХ   | Маріу Руй             | 27 травня 1991 (вік 28 років)    | 8    | 0    | Наполі                  |
| 20 | ЗХ   | Нелсон Семеду         | 16 листопада 1993 (вік 25 років) | 8    | 0    | Барселона               |
| 21 | ПЗ   | Піцці                 | 6 жовтня 1989 (вік 29 років)     | 14   | 2    | Бенфіка (Лісабон)       |
| 22 | ВР   | Бету                  | 1 червня 1982 (вік 37 років)     | 16   | 0    | Гьозтепе                |
| 23 | НП   | Жуан Фелікс           | 10 листопада 1999 (вік 19 років) | 0    | 0    | Бенфіка (Лісабон)       |

## Швейцарія
Головний тренер: Владимир Петкович
Фінальний склад було оголошено 27 травня. 20 травня Брель Емболо через травму був замінений на Ноа Окафора.
| №  | Поз. | Гравець             | Дата народження (вік)           | Ігри | Голи | Клуб                     |
| -- | ---- | ------------------- | ------------------------------- | ---- | ---- | ------------------------ |
| 1  | ВР   | Янн Зоммер          | 17 грудня 1988 (вік 30 років)   | 45   | 0    | Боруссія (Менхенгладбах) |
| 2  | ЗХ   | Кевін Мбабу         | 19 квітня 1995 (вік 24 роки)    | 4    | 0    | Янг Бойз                 |
| 3  | ЗХ   | Франсуа Мубандже    | 21 червня 1990 (вік 28 років)   | 21   | 0    | Тулуза                   |
| 4  | ЗХ   | Ніко Ельведі        | 30 вересня 1996 (вік 22 роки)   | 10   | 1    | Боруссія (Менхенгладбах) |
| 5  | ЗХ   | Мануель Аканджі     | 19 липня 1995 (вік 23 роки)     | 15   | 0    | Боруссія (Дортмунд)      |
| 6  | ЗХ   | Міхаель Ланг        | 8 лютого 1991 (вік 28 років)    | 30   | 3    | Боруссія (Менхенгладбах) |
| 7  | НП   | Ноа Окафор          | 24 травня 2000 (вік 19 років)   | 0    | 0    | Базель                   |
| 8  | ПЗ   | Ремо Фройлер        | 15 квітня 1992 (вік 27 років)   | 16   | 1    | Аталанта                 |
| 9  | НП   | Гаріс Сеферович     | 22 лютого 1992 (вік 27 років)   | 59   | 17   | Бенфіка (Лісабон)        |
| 10 | ПЗ   | Граніт Джака ()     | 27 вересня 1992 (вік 26 років)  | 74   | 11   | Арсенал (Лондон)         |
| 11 | ПЗ   | Ренато Штеффен      | 3 листопада 1991 (вік 27 років) | 6    | 0    | Вольфсбург               |
| 12 | ВР   | Івон Мвого          | 6 червня 1994 (вік 24 роки)     | 2    | 0    | РБ Лейпциг               |
| 13 | ЗХ   | Рікардо Родрігес    | 25 серпня 1992 (вік 26 років)   | 63   | 6    | Мілан                    |
| 14 | ПЗ   | Стівен Цубер        | 17 серпня 1991 (вік 27 років)   | 23   | 6    | Штутгарт                 |
| 15 | ЗХ   | Лоріс Беніто        | 7 січня 1992 (вік 27 років)     | 3    | 0    | Янг Бойз                 |
| 16 | НП   | Альбіан Аєті        | 26 лютого 1997 (вік 22 роки)    | 7    | 1    | Базель                   |
| 17 | ПЗ   | Деніс Закарія       | 20 листопада 1996 (вік 22 роки) | 20   | 2    | Боруссія (Менхенгладбах) |
| 18 | ПЗ   | Джибріль Соу        | 6 лютого 1997 (вік 22 роки)     | 4    | 0    | Янг Бойз                 |
| 19 | НП   | Йосип Дрмич         | 8 серпня 1992 (вік 26 років)    | 32   | 10   | Боруссія (Менхенгладбах) |
| 20 | ПЗ   | Едімілсон Фернандеш | 15 квітня 1996 (вік 23 роки)    | 8    | 0    | Фіорентіна               |
| 21 | ВР   | Йонас Омлін         | 10 січня 1994 (вік 25 років)    | 0    | 0    | Базель                   |
| 22 | ЗХ   | Фабіан Шер          | 20 грудня 1991 (вік 27 років)   | 48   | 7    | Ньюкасл Юнайтед          |
| 23 | ПЗ   | Джердан Шачірі      | 10 жовтня 1991 (вік 27 років)   | 80   | 22   | Ліверпуль                |